# Karl-Erik Welin
Karl-Erik Welin, född 31 maj 1934 i Genarps församling, död 30 maj 1992 i Bunyola på Mallorca, var en svensk organist, pianist och kompositör. 

## Biografi
Welin fick sin musikaliska utbildning i Stockholm med bland annat Ingvar Lidholm och Gunnar Bucht som lärare, och i Darmstadt under David Tudor. Han var producent vid Sveriges Radio 1960-68 och framträdde från 1963 på många håll både inom och utom Europa med klassisk och avantgardistisk repertoar. Bland hans kompositioner märks två operor, (skoloperan Dummerjöns, 1966 och Drottning Jag, 1972), Ett svenskt rekviem, 1977, kammarmusik och sånger.
Som instrumentalist blev Welin känd för sina virtuosa och uttycksfulla tolkningar och sitt ofta avantgardistiska angreppssätt. Särskilt ryktbar blev en happening på Moderna Museet 1964, i vilken Leo Nilsson assisterade medan Welin bland annat angrep ett piano med motorsåg. Därvid fick Welin ett sår i benet, men fullföljde föreställningen blödande. Stycket kallades Rendez-vous 1963 och var skrivet av “Théodore E. Libèr”, alias Knut Wiggen.
Welin var huvudperson i Här är ditt liv 1991. Hans självbiografi Lögner om sanningen kom ut postumt 1992. Hans grav finns på Genarps kyrkogård i Lunds kommun.

## Körverk
- 1992 Crepusculo op 65 för kör a cappella och sopransolo

## Filmmusik
- 1964 – Kungsleden
- 1966 – Träfracken

## Filmografi (urval)
- 1975 – Lejonet och jungfrun